# 1974 (numero)
Millenovecentosettantaquattro (1974) è il numero naturale dopo il 1973 e prima del 1975.

## Proprietà matematiche
- È un numero pari.
- È un numero composto da 16 divisori: 1, 2, 3, 6, 7, 14, 21, 42, 47, 94, 141, 282, 329, 658, 987, 1974. Poiché la somma dei suoi divisori (escluso il numero stesso) è 2634 > 1974, è un numero abbondante.
- È un numero naturale tetraprimo, ovvero ricavabile dal prodotto di 4 numeri primi distinti.
- È un numero palindromo e un numero ondulante nel sistema posizionale a base 13 (B8B).
- È un numero di Harshad nel sistema numerico decimale, cioè è divisibile per la somma delle sue cifre.
- È un numero congruente.
- È un numero pratico.
- È un numero semiperfetto in quanto pari alla somma di alcuni (o tutti) i suoi divisori.
- È un numero intero privo di quadrati.
- È un numero malvagio.
- È parte delle terne pitagoriche (1768, 1974, 2650), (1880, 1974, 2726), (1974, 2632, 3290), (1974, 6480, 6774), (1974, 6768, 7050), (1974, 15400, 15526), (1974, 19832, 19930), (1974, 20680, 20774), (1974, 46368, 46410), (1974, 108232, 108250), (1974, 139160, 139174), (1974, 324720, 324726), (1974, 974168, 974170).

## Astronomia
- 1974 Caupolican è un asteroide della fascia principale del sistema solare.

## Astronautica
- Cosmos 1974 è un satellite artificiale russo.